# Wodorosole
Wodorosole, zwycz. sole kwaśne – związki chemiczne będące solami kwasów wieloprotonowych, których aniony zawierają atomy wodoru w grupie kwasowej.

## Przykłady i nazewnictwo
Wodorosole nazywano „solami kwaśnymi”, gdyż ich roztwory wykazują niższe pH niż analogiczne sole niezawierające atomów wodoru. Nie oznacza to jednak, że roztwory te mają odczyn kwasowy, na przykład:
- NaHCO
3 – pKb 6,3; pH 8,6 (roztwór 5%)[3]
- Na
2CO
3 – pKb 3,7; pH 11,5 (roztwór 5%)[4].

## Przykładowe wodorosole
- wodorowęglan amonu, NH
4HCO
3 – składnik niektórych proszków do pieczenia. W wyniku ogrzewania rozkłada się do produktów gazowych:
NH
4HCO
3 → NH
3↑ + CO
2↑ + H
2O↑
- wodorowęglan sodu, NaHCO
3 (soda oczyszczona) – stosowany jako środek spulchniający i pianotwórczy
- wodorosiarczan sodu, NaHSO
4 – stosowany głównie jako środek obniżający pH w zbiornikach wodnych, np. w oczkach wodnych
- wodorowęglan wapnia, Ca(HCO
3)
2, i wodorowęglan magnezu, Mg(HCO
3)
2 – odpowiadają za twardość wody i zjawiska krasowe
- NaHSO
3 – wodorosiarczyn sodu
- NaH
2PO
4 – diwodorofosforan sodu
- Na
2HPO
4 – wodorofosforan sodu
- NaOOC−CH
2−COOH – wodoromalonian sodu